# Tropiska stormen Alberto
Den tropiska stormen Alberto var den första namngivna stormen i den atlantiska orkansäsongen 2006. Alberto bildades ur ett lågtryck den 10 juni i den nordvästra delen av Karibiska havet. Alberto gick in över land vid Florida den 13 juni och orsakade ett dösoffer.

## Stormhistoria

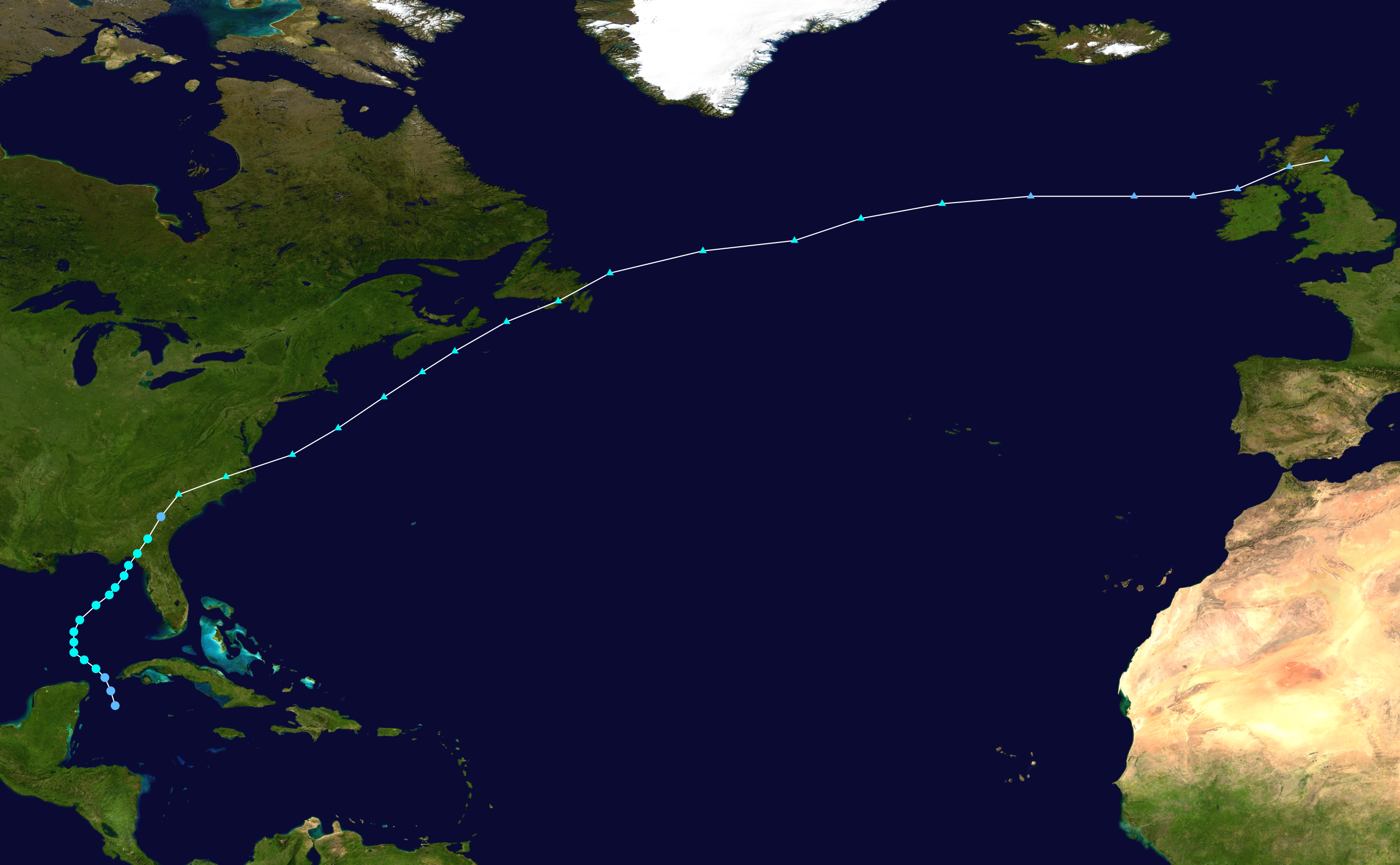
Albertos bana

Den tropiska stormen Alberto utvecklades ur ett område med oroligt väder som hängde ihop med ett stort lågtrycksområde utanför Belizes kust. Vädersystemet rörde sig över Mexikanska golfen den 11 juni, och nådde sin högsta vindhastighet på 32 m/s strax innan den nådde land. Alberto passerade över norra Florida under den 13 juni och fortsatte försvagat över Georgia och vidare ut över Atlanten. Stormen hade då försvagats så att det inte längre var en tropisk cyklon utan ett lågtryck. Resterna av ovädret nådde den 20 juni Brittiska öarna. Det fortfarande djupa lågtrycket på cirka 985 hPa hade då sitt centrum norr om Skottland. Det tillhörande regnområdet drog den 21 juni in över Sverige och den 22 juni över Finland.